# 东阳站 (山西省)
东阳站位于山西省晋中市榆次区东阳镇，是南同蒲铁路上的一个已不存在的车站，始建于1934年，距离太原站46公里，距离华山站482公里，隶属于中国铁路太原局集团，曾为四等站，2010年，本站与北阳、富家滩、什林、柴庄等站因南同蒲线榆侯段电气化改造而撤销。